# Conflit d'aménagement
Un conflit d'aménagement désigne une situation d'opposition entre acteurs au moment de la conception et de la mise en œuvre d'un aménagement. Il est « lié à un processus de décision qui accompagne l’élaboration et la réalisation d’un projet. Il recouvre la réalisation d’équipements et d’infrastructures (de transports, industrielles, de production d’énergie), mais également les projets d’urbanisme, touristiques ou encore de remembrement agricoles. Cette définition exclut donc les conflits liés aux nuisances, risques et pollutions une fois l’aménagement réalisé. »
Le terme est plus particulièrement employé dans la géographie universitaire et dans l'aménagement du territoire. Le conflit d'aménagement relève de la géopolitique en cela qu'il traite de la concurrence entre des acteurs quant à la manière d'occuper ou de développer un territoire.
Un conflit d'aménagement peut exister à une échelle micro-locale très fine comme à une échelle plus large, voire internationale.

## Histoire du concept

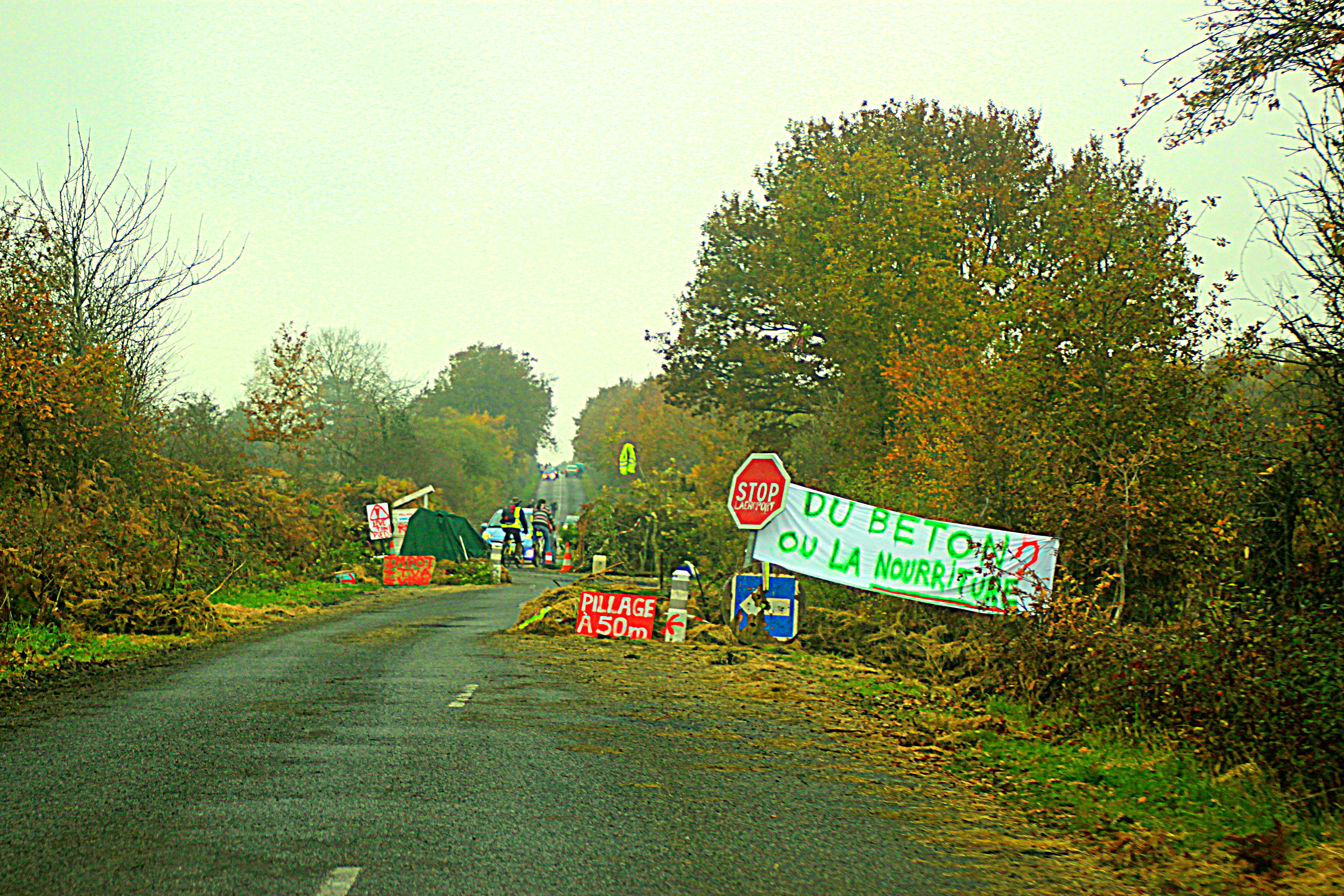
Une entrée de la "zone à défendre" contre un projet d'aménagement aéroportuaire à Notre-Dame-des-Landes

La géographie française s'est longtemps plutôt concentrée sur les conflits environnementaux. C'est surtout à partir des années 2000 que la discipline s'est attachée à décrire et analyser les conflits autour des équipements et infrastructures.
Pour Philippe Subra, le conflit d'aménagement ne doit plus être vu comme un épiphénomène d'un aménagement du territoire qui fut longtemps plus consensuel. L'aménagement du territoire est devenu la source de conflits de plus en plus nombreux, qui lui sont devenus presque consubstantiels du fait de la montée en compétence des acteurs de la société civile par rapport aux techniciens de l'État, des collectivités et des grandes entreprises dont l'opinion prévalait auparavant pour établir quels aménagements étaient nécessaires au nom du paradigme de l'intérêt général. À ces spécialistes et techniciens répondent désormais les associations, élus locaux et autres acteurs socio-économiques au répertoire d'actions varié : manifestations, campagnes de presse, pétitions, occupations de chantier, réunions publiques, recours en justice, contre-projets... Ainsi, « L'intérêt général est désormais de plus en plus perçu (...) pour ce qu'il a en vérité toujours été – non pas une réalité immanente, immuable, existant par elle-même, indépendamment des conflits d'intérêts et au-dessus de ces conflits, mais une représentation au service de politiques précises, reflétant dans une certaine mesure des intérêts communs, mais aussi des rapports de force entre acteurs et l'hégémonie de certains d'entre eux sur l'ensemble de la société ».
L'intérêt de l'approche géographique du conflit d'aménagement est la prise en compte tant des caractéristiques spatiales que des caractéristiques sociales et historiques du territoire d'implantation du projet. Ainsi, un même projet du point de vue technique ne provoquera pas les mêmes oppositions, voire pas d'opposition, selon les lieux où il est mis en œuvre.
La multiplication des conflits d'aménagement a également revivifié la réflexion sur la démocratie locale et sur la démocratie participative. L'implication des habitants dans un processus de concertation en amont du projet est en effet une obligation légale, au moins en France. Pour autant, Jean-Marc Dziedzicki avance que « le processus de gestion d’une situation conflictuelle territoriale repose pour partie sur des séquences de participation publique, mais pas uniquement sur elles », et qu'il faut pour les pouvoirs publics adapter la gestion de ces situations au type de conflit attendu.

## Exemples de conflits d'aménagement

### En France
- Conflit autour de la construction de la centrale nucléaire Superphénix à Creys-Malville, qui s'est ensuite poursuivi tout au long de son exploitation.
- Conflit autour de la création d'un deuxième aéroport nantais à Notre-Dame-des-Landes.
- Conflit autour de l'entrée routière de la RD 703 dans Beynac-et-Cazenac.
- Conflit autour de la construction d'un site d'enfouissement de déchets hautement radioactifs à Bure.

### Au Proche-Orient
- Conflit international autour du Güneydogu Anadolu Projesi (en français, Projet d'Anatolie du Sud-Est), un programme d'aménagement du Tigre et de l'Euphrate dans le Sud-Est de la Turquie.